# Touch El Arab
Touch El Arab waren eine Elektropop-Gruppe aus Basel aus den späten 1980er Jahren. Mit ihrem humoristischen Song «Muhammar» waren sie in der Schweiz, Frankreich und Italien erfolgreich. Die Mitglieder waren Philippe Alioth, Christoph Müller, Bea Wiggli, Kathrin Németh und Stefan Hopmann. Christoph Müller ist nun Mitglied von Gotan Project.

## Alben
- Volkstanz (Ariola, 1988)
- Cosmic Muhammar (Sandstorm Lover) (1994)
- Starship Race (1994)
- Muhammar (Remix) (Epic, 1999)

## Maxi-Singles
- We Believe (Lux Noise, 1987)[2]